# Rogelio de Íllora
San Rogelio (Íllora, Granada - Córdoba) fue un monje mártir, con nombre de origen germánico, que se piensa que proviene de los vocablos Hrodgaer (Victorioso y despierto) o Hrod-gair (Famoso por la lanza).

## Vida
Vivió en el siglo IX, en la sierra de Parapanda, rodeado de cristianos que se ha habían convertido a la nueva religión (el islam) y núcleos mozárabes que mantenían el cristianismo, situación que a finales de siglo empezaba a ser más complicada de mantener. Esta situación provocaba continuas conversiones de cristianos a la nueva religión, con esto conseguían pagar menos impuestos, y dejar de estar perseguidos, de alguna forma.
Así en el año 852, junto con un monje sirio llamado Servideo, visitaron la mezquita de Córdoba, y dice la leyenda que un viernes (día sagrado para los musulmanes) entraron en la mezquita y comenzaron a predicar el evangelio, lo que provocó que cientos de musulmanes encolerizados les agrediesen y les llevasen a prisión.
De este modo se convirtieron en dos de un total de 48 mártires cristianos ejecutados durante esta época, documentados por San Eulogio de Córdoba, los llamados Mártires de Córdoba.

## Martirio
Después de estos incidentes, ya en prisión, no se retractaron de nada de lo hecho y fueron condenados a muerte el 16 de septiembre. Día que se celebra la onomástica este santo. Las fiestas patronales en honor a San Rogelio se celebra el 16 de agosto, porque por razones históricas, el 16 de septiembre, la mayoría del pueblo migraba a la vendimia, y se buscó una fecha donde todo el mundo pudiese rendir homenaje a este personaje, el patrón del pueblo. El 16 de septiembre es festivo en su pueblo natal, se celebra la onomástica, después de la Santa Misa en su honor, a hombros del cuerpo de costaleros de la hermandad Patronal, recorre las calles, rodeado por una multitud de personas.

## Patronazgo en Íllora
Mil ciento cincuenta y cuatro años después de su muerte, el pueblo de Íllora, Granada (España) se vistió de fiesta para evocar el recuerdo de su paisano Rogelio. Con la colaboración generosa de un amplio sector de la ciudadanía, el apoyo de instituciones locales y el buen hacer del artista Venancio Sánchez, los ilurquenses inauguraron en un significativo espacio público de la localidad el 16 de septiembre de 2006 una bella escultura en bronce como auténtico ejercicio de memoria histórica y expresión viva de agradecimiento a uno de sus antepasados más ilustres.